# Edicto de Roussillon

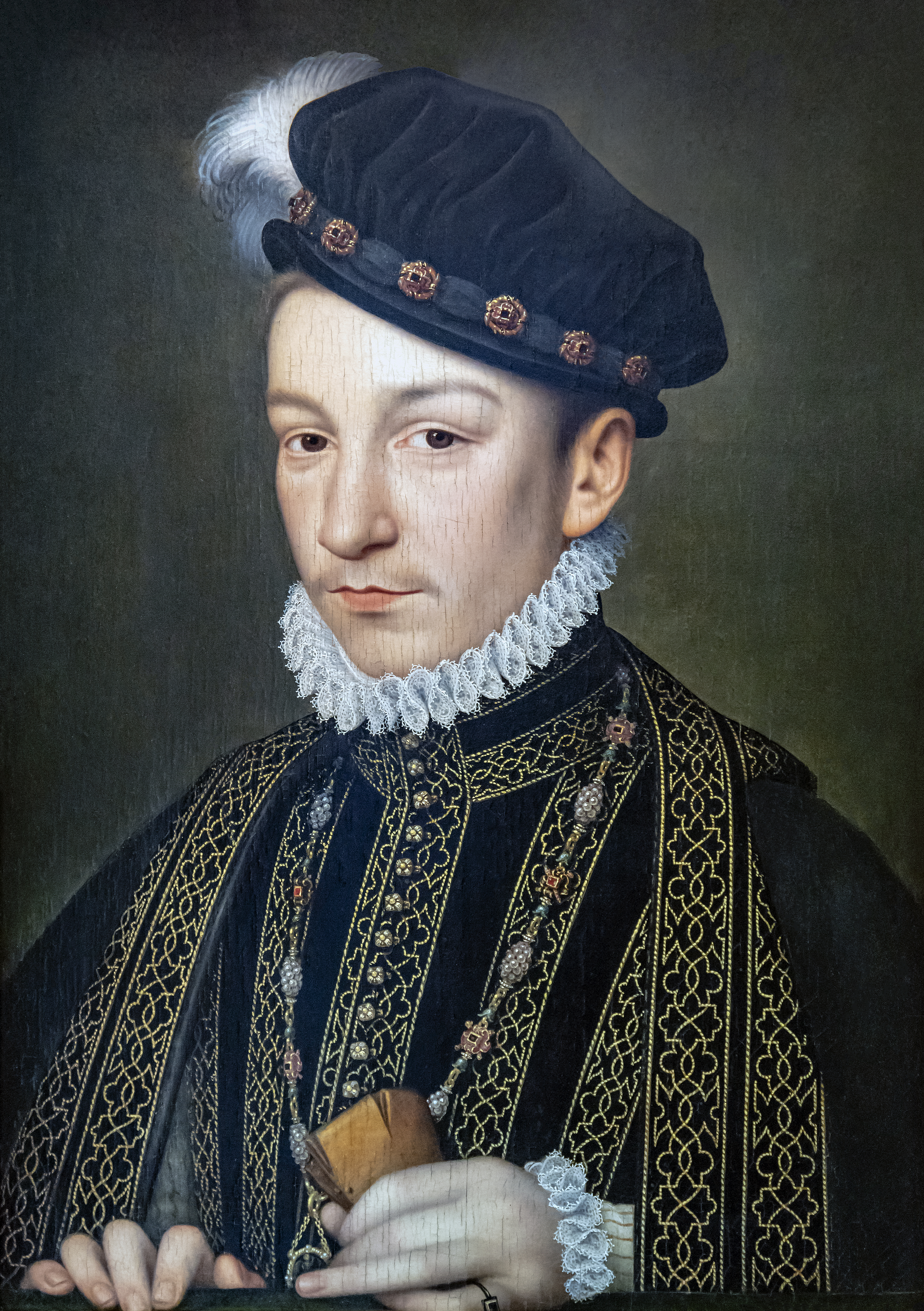
Carlos IX, rey de Francia

El Edicto de Roussillon (francés: Édit de Roussillon) fue un decreto de 1564, en el que se estableció que el año empezaría en Francia el 1 de enero.

## Historia
Durante un viaje a varias partes de su reino, el Rey de Francia, Carlos IX se encontró con que dependiendo de la diócesis, el año empezaba en Navidad (como en Lyon), el 25 de marzo (como en Vienne), el 1 de marzo, o en Pascua.
Para unificar la fecha del año nuevo en el reino entero, añadió un artículo a un edicto preparado en París en enero de 1563, que fue promulgado en Roussillon el 9 de agosto de 1564. Empezó a ser aplicado el 1 de enero de 1567.
Los 42 artículos del edicto trataban de asuntos relacionados con la justicia, excepto los últimos cuatro, añadidos durante la estancia del rey en Roussillon.
Era en el artículo 39 donde se anunció que a partir de entonces el 1 de enero sería la fecha del inicio de cada año .